# قاليور
قاليور (أردو: گوالیئر، هندي: ग्वालियर) مدينة في ولاية ماديا براديش بالهند. تبعد عن أكرة بمئة واثنين وعشرين كيلومترا جنوبا.

## المناخ
يظهر الجدول التالي التغييرات المناخية على مدار السنة لقاليور:
| البيانات المناخية لـقاليور        | البيانات المناخية لـقاليور | البيانات المناخية لـقاليور | البيانات المناخية لـقاليور | البيانات المناخية لـقاليور | البيانات المناخية لـقاليور | البيانات المناخية لـقاليور | البيانات المناخية لـقاليور | البيانات المناخية لـقاليور | البيانات المناخية لـقاليور | البيانات المناخية لـقاليور | البيانات المناخية لـقاليور | البيانات المناخية لـقاليور | البيانات المناخية لـقاليور |
| الشهر                             | يناير                      | فبراير                     | مارس                       | أبريل                      | مايو                       | يونيو                      | يوليو                      | أغسطس                      | سبتمبر                     | أكتوبر                     | نوفمبر                     | ديسمبر                     | المعدل السنوي              |
| --------------------------------- | -------------------------- | -------------------------- | -------------------------- | -------------------------- | -------------------------- | -------------------------- | -------------------------- | -------------------------- | -------------------------- | -------------------------- | -------------------------- | -------------------------- | -------------------------- |
| متوسط درجة الحرارة الكبرى °م (°ف) | 22.8 (73.0)                | 26.4 (79.5)                | 32.5 (90.5)                | 38.6 (101.5)               | 42.0 (107.6)               | 40.7 (105.3)               | 34.6 (94.3)                | 32.4 (90.3)                | 33.1 (91.6)                | 33.5 (92.3)                | 29.4 (84.9)                | 24.6 (76.3)                | 32.6 (90.7)                |
| متوسط درجة الحرارة الصغرى °م (°ف) | 7.0 (44.6)                 | 9.8 (49.6)                 | 15.4 (59.7)                | 21.5 (70.7)                | 26.8 (80.2)                | 29.0 (84.2)                | 26.4 (79.5)                | 25.2 (77.4)                | 23.9 (75.0)                | 18.3 (64.9)                | 11.6 (52.9)                | 7.3 (45.1)                 | 18.5 (65.3)                |
| الهطول مم (إنش)                   | 14.4 (0.57)                | 10.0 (0.39)                | 6.5 (0.26)                 | 4.5 (0.18)                 | 11.2 (0.44)                | 67.5 (2.66)                | 248.8 (9.80)               | 274.4 (10.80)              | 151.2 (5.95)               | 40.7 (1.60)                | 5.8 (0.23)                 | 7.0 (0.28)                 | 842 (33.16)                |
| المصدر: WMO                       |                            |                            |                            |                            |                            |                            |                            |                            |                            |                            |                            |                            |                            |

## أعلام
- كارتيك أريان
- شاراد كيلكار
- راجيف غوبتا
- أمجد علي خان
- ندا فاضلي